# تینیوس اولسن
تینیوس اولسن (نروژی: Tinius Olsen) زاده ۷ دسامبر ۱۸۴۵ در کونگسبرگ(نروژ) و مرگ به تاریخ ۲۰ اکتبر ۱۹۳۲م، در فیلادلفیا، ایالات متحده، یک مهندس و نوآور فنی نروژی - آمریکایی بود.
وی بانی شرکت دستگاه تست مواد تینیوس اولسن بود که بعدها به بزرگ‌ترین شرکت در نوع خود در ایالات متحده تبدیل شد.

## پیشینه
تینیوس اولسن در ۱۸۴۵م، در جنوب شرق نروژ در شهر
کونگسبرگ که مرکز معادن و تولید سلاح بود، در خانواده ای اهل فن و هنر به دنیا آمد. پدرش نجار و صاحب یک کارگاه نجاری بود و همزمان طرف قرارداد و ساخت و تحویل قطعات چوبی و قنداق تفنگ به کارخانه اسلحه سازی کونگسبرگ بود. تینیوس دوران کودکی و نوجوانی خود را در همین شهر گذراند و در کنار تحصیلات عادی از همان نوجوانی مشغول کار و کسب تجربه در کارگاه نجاری پدرش شد. برادران وی نیز اهل فن بودند و ضمن تشویق تینیوس به یادگیری فن و انضباط کاری و اقتصادی موجبات شرکت وی در یک دوره طراحی هنری را نیز فراهم کردند. یکی از استادان همین دوره هنری با تشخیص استعداد فنی در تینیوس اولسن به وی پیشنهاد کرد که برای ادامه تحصیل در مدرسه فنی در هورتن در استان تلمارک ثبت نام کند. تینیوس ۱۹ ساله به این سفارش عمل کرد و در طول یک سال و نیم این دوره فنی را با موفقیت سپری کرد و سال۱۸۶۶م، طبق استانداردهای زمان خویش به عنوان مهندس فارغ‌التحصیل شد. سپس مدتی در همان شهر هورتن و مدتی نیز در تروندهایم درارتباط با تخصص فنی خود مشغول کار بود تا اینکه در سال ۱۸۶۹م، بورسیه دولتی به وی تعلق گرفت و برای کارآموزی، راهی ایالات متحده گشت و در یک مدرسه وابسته به کلیسا به صورت رایگان آموزش زبان انگلیسی دید و خیلی زود به پشتوانه سفارش نامه یکی از استادان خود در یک کارگاه طراحی فنی در فیلادلفیا مشغول کار شد.
در آن دوران استفاده از دیگ‌های بخار به خصوص در ایالات متحده به سرعت در حال گسترش بود اما چندین سانحه انفجار دیگ، نگرانی‌های جدی در راه این گسترش ایجاد کرده بود. در سال ۱۹۷۰م، دولت آمریکا قوانینی وضع کرد که سازنده دیگ بخار را موظف به آزمایش و تضمین ایمنی دیگ پیش از فروش می‌کرد. در این راستا از جمله کارگاهی که تینیوس در آن مشغول کار بود، چند سفارش تست مواد دریافت کرد. علاوه بر انجام وظایف عادی، تینیوس در وقت آزاد خویش نیز به صورت داوطلبانه در تکمیل شیوه‌ها و ابزار تست مواد شرکت درخشانی داشت. به گونه ای که در سال ۱۸۷۲م، از طرف صاحبان کارگاه به عنوان مدیر برگزیده شد. با این حال چند سال بعد وقتی تینیوس اولسن خواستار شراکت در مالکیت کارگاه شد، با صاحبان کارگاه دچار اختلاف شد و در سال ۱۸۷۹م، از کار برکنار گشت. اما وی خیلی زود کارگاه خود را تأسیس کرد و کار روی تکمیل ابزار تست مواد را با جدیت ادامه داد. در سال۱۸۸۰م، یک ماشین تست که تینیوس اولسن ابداع کرده بود و می‌توانست چندین آزمایش مختلف از جمله تنش و مقاومت فشاری را روی مواد انجام دهد به یک موفقیت جهانی رسید. این ماشین که نسبتاً ارزان و استفاده از آن آسان بود به نام «غول کوچک» معروف شد و به عنوان یک اختراع جدید، در همان سال به ثبت رسید. این موفقیت به تینیوس اولسن امکان داد تا کارگاه خود را توسعه دهد و به زودی محصولات کارگاه تینیوس به اروپا و آسیا نیز صادر شد و خود مبنایی برای ساخت ابزار و ماشینهای مشابه در سراسر جهان قرار گرفت. در سال ۱۹۱۲م، کارگاه تینیوس به یک شرکت سهامی تبدیل شد و در سال ۱۹۲۰م، این شرکت محل کار ۲۵۰ نفر کارمند و کارگر فنی، تحت مدیریت پسرش «تورستن اولسن» بود.
تینیوس اولسن در سال ۱۹۳۲م، در سن ۸۶ سالگی دور از زادگاهش در گذشت و در فیلادلفیا به خاک سپرده شد.

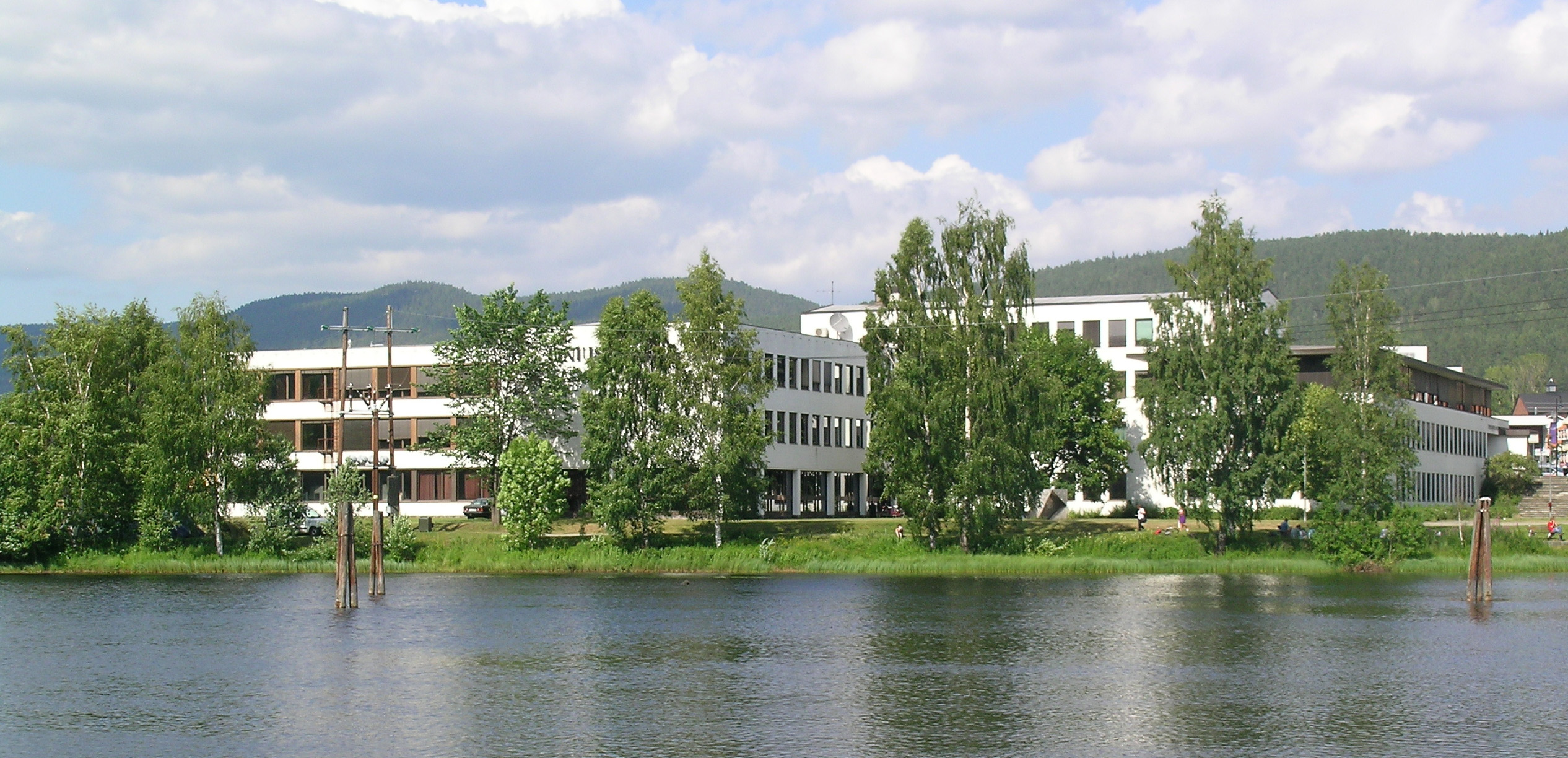
مدرسه فنی تینیوس اولسن در کونگسبرگ که در سال ۱۹۵۵م، در زادگاهش گشایش یافت.

اما وی در دوران حیاتش هرگز زادگاه خود، یعنی نروژ را فراموش نکرد. از جمله شهر زادگاهش یعنی کونگسبرگ، هم قبل و هم بعد از مرگ وی هدایایی دریافت کرد و از سوی وی بودجه ای به کلیسا و مدرسه فنی شهر اختصاص یافت. به علاوه بودجه ای نیز به خانه سالمندان شهر زادگاه همسر تینیوس در سوئد تعلق گرفت. در سال ۱۹۵۵م، وقتی مدرسه فنی تینیوس اولسن در کونگسبرگ افتتاح شد، بیش از نیمی از هزینه ساخت توسط کمک‌های مالی فرزندش پرداخت شده بود.
 در سال ۱۸۹۱م، از سوی مؤسسه انتشارات فرانکلین، بابت قدرشناسی از خدمات تینیوس اولسن یک مدال الیوت کرسون در آمریکا به وی تقدیم شد و در سال ۱۹۲۸م، به افتخار خدماتش به شهر زادگاهش در نروژ مجسمه نیم تنه وی در یکی از پارکهای کونگسبرگ نصب شد.